# Lancia (unità militare)
Con il termine lancia si indicava nel Basso Medioevo l'unità tattica di base composta da tre componenti, un cavaliere pesantemente armato e protetto – il cosiddetto capolancia o elmetto, da capolancia deriva il termine "caporale" attualmente ancora in uso – , uno scudiero a cavallo, dotato di armamento leggero (chiamato piatto o, in Francia, coustillier) e un paggio (in Italia spesso un saccomanno) che assolveva alle consuete funzioni di servitore, vivandiere e portaordini, oltre a provvedere alle esigenze più materiali (cucina, saccheggio, raccolta della legna, trasporto delle tende, ecc.).
La lancia quindi era composta da almeno 3 persone, ma in genere da 5 cavalli, due destrieri e due ronzini grossi per il combattimento del capolancia e del piatto (il termine ronzino inizialmente indicava un cavallo di qualità inferiore al destriero, ma comunque in grado di reggere un cavaliere pesante, un po' come l'attuale razza Murgese, e non era un termine denigratorio), più un ronzino piccolo usato dal saccomanno come cavallo da tiro o per i suoi spostamenti, e solo in condizioni di emergenza utilizzato in battaglia.

## Descrizione
La lancia fu introdotta in Italia verso la prima metà del Trecento da miliziani inglesi, a seguito dei brillanti risultati conseguiti nella battaglia di Crécy (1346) e in quella di Poitiers (1356) nel corso della Guerra dei Cent'anni. In Italia, tra la fine del Trecento e l'inizio del Cinquecento, non era raro che più lance si riunissero in una sola, con un unico capolancia-caporale e un numero variabile di piatti e saccomanni, in genere questo avveniva nei casi in cui il caporale era un nobile piuttosto ricco che aspirava a diventare squadriero-luogotenente di una compagnia.
La lancia, che poteva combattere anche smontata, col tempo si rafforzò grazie all'apporto di almeno due tiratori (arcieri, balestrieri, archibugieri, o armati delle più piccole colubrine) che ne ampliavano le già notevoli capacità offensive e difensive, tanto che la lancia borgognona giunse a contare 9 elementi, di cui 3 fantaccini appiedati (incluso un picchiere), mentre quella francese incluse, dalla fine della Guerra dei Cent'anni, anche 2-3 arcieri su modello inglese ma montati a cavallo per gli spostamenti. In questi modelli la fanteria serviva come arma ausiliaria alla cavalleria pesante, per proteggerla dalle nuove fanterie (arcieri inglesi e gallesi, picchieri svizzeri e tedeschi, archibugieri ispanici e italici), permettendo anche di disporre di una forza di fanteria per proteggere la ritirata della cavalleria e di una forza di cavalleria leggera che accompagnasse e precedesse quella pesante nelle cariche e nella ricognizione.
Non tutti gli eserciti europei seguirono però l'esempio francese e borgognone, che subordinava la fanteria alla cavalleria, anzi in Italia i reparti di fanteria e cavalleria tesero a rimanere distinti, e la lancia rimase perlopiù di 3 persone, anche se non mancarono esperimenti, tra il Quattrocento e il Cinquecento, di lance di 5-6 uomini, includenti 2-3 balestrieri o archibugieri a cavallo, oppure cavalieri leggeri. Comunque la regola, in Italia, fu quella di distinguere nettamente, sin dal momento dell'arruolamento, la fanteria, la cavalleria pesante e la cavalleria leggera, per farle poi operare in maniera più o meno coordinata ma distinta, in modo da sviluppare meglio le capacità specialistiche (e proprio per questo le cavallerie leggere spagnole e italiane, basate su modelli musulmani e balcanici, tesero ad essere superiori a quelle del resto dell'Europa occidentale del XVI secolo).
Inoltre alcuni reparti, come le bande nere di Giovanni de' Medici, inserirono una formazione di tiratori di fanteria, "ombra" della formazione di cavalleria principale. Le due compagnie potevano così combattere autonomamente, ognuna con la sua organizzazione, oppure le lance di cavalleria delle bande caricavano sull'arcione un archibugiere per ogni cavaliere facendolo muovere per il campo di battaglia rapidamente e poi depositandolo in un punto in cui il suo fuoco avrebbe potuto appoggiare la carica di cavalleria.
La lancia costituì nei fatti la struttura di base tattica degli eserciti del Quattrocento, grazie alla sua flessibilità operativa. Le lance erano raccolte in "squadre" di 20-30 lance ciascuna (nel Nord Italia la squadra tipica era di 25 lance, in Francia e a Napoli di 30, mentre in Germania ci si limitava a 20 lance, mettendo però in comune i saccomanni, che erano molto meno rispetto al resto dell'Europa), ogni squadra era comandata da uno "squadriero", termine che in Italia indicava il grado di luogotenente (da cui deriva il grado odierno di "tenente"). Queste squadre venivano poi raccolte dai condottieri in maniera più o meno disorganica all'interno di compagnie che comprendevano in genere anche una piccola aliquota di fanteria. Alcune compagnie di piccoli condottieri erano composte da una sola squadra, ma i grandi condottieri (come Braccio da Montone e Francesco Sforza) potevano arrivare a schierare decine e decine di squadre, oltre a intere compagnie che si univano e federavano alla loro.
Soprattutto in Italia erano utilizzate le cariche di squadra e di squadrone (2-3 squadre), evitando le cariche di massa nella fase iniziale dello scontro, ma usando le proprie forze per stancare l'avversario e sbilanciarlo, per poi far intervenire una cospicua riserva contro il punto debole nemico; la riserva, comandata in genere dallo stesso condottiero, poteva essere precostituita, oppure ottenuta togliendo ad ogni squadra della compagnia le migliori lance ed unendole alla squadra che il condottiero comandava direttamente. In Francia invece si usava radunare le lance in 3 battaglioni (avanguardia, battaglia e retroguardia), usandole per cariche ravvicinate di massa, ma durante la Guerra dei Cent'anni emerse l'inefficacia di questa tattica, oltre l'inefficienza dei condottieri e delle levate feudali. Vennero così fondate le compagnie di ordinanza, in genere di 4 squadre (per 100 o, più raramente, 120 lance), ma spesso anche di 30, 50 o 60 lance (una o due squadre), ognuna delle quali comandata da un ufficiale regio e arruolata direttamente dallo stato e non più come condotta; i membri delle compagnie d'ordinanza furono definiti "gendarmi" per eccellenza, utilizzati sia in guerra che per il mantenimento dell'ordine pubblico, da questo corpo deriva quello della gendarmeria francese attuale. Il modello delle compagnie d'ordinanza si diffuse anche in Borgogna e altrove verso il 1460, prevedendo, a differenza che nelle condotte medioevali, anche regolamenti precisi che uniformavano tutte le lance di una compagnia allo stesso modello ed impedivano al comandante di far crescere l'unità oltre certi limiti, in modo che i capitani non avessero troppo potere in base al prestigio, alla ricchezza ed al privilegio di nascita, ma fossero più strettamente controllati dal governo.
Inoltre il sistema delle compagnie d'ordinanza convisse con quello delle condotte; i paesi che si uniformarono al modello franco-borgognone infatti arruolavano lance di loro sudditi nelle ordinanze, ma ricorrevano a condottieri internazionali per rimpinguare i loro eserciti, soprattutto nell'imminenza di una guerra.

### Lance spezzate
In Italia le compagnie d'ordinanza furono introdotte tardi, ma già verso il 1430 esistevano i reparti detti di "lance spezzate", ovvero di lance originariamente facenti parte di una condotta il cui condottiero era rimasto ucciso o era morto, spezzando appunto la condotta. Lo Stato (in particolare la Repubblica di Venezia e il Ducato di Milano) arruolava allora direttamente le lance "orfane" del condottiero tenendole in servizio permanente in modo da farne un reparto scelto e fedele. Lo stato le riforniva di ufficiali di fiducia (spesso piccoli condottieri fidati, ma privi di sostanze), oppure (ed era il sistema più praticato) dando il comando delle lance spezzate direttamente al capitano generale dell'esercito che quindi, indipendentemente dalle dimensioni originali della sua condotta, otteneva un reparto grande e di qualità, ponendo gli altri condottieri in una posizione subordinata che il suo grado, da solo, spesso non riusciva ad ottenere e, al contempo, mettendo uno dei reparti più fedeli allo Stato a stretto contatto con il generale mercenario, per tenerlo sotto più stretto controllo.